# John Hillcoat
John Hillcoat (Queensland, 1960) es un director de cine, guionista y director de videos musicales australiano.

## Primeros años de vida
Hillcoat nació en Queensland, Australia, y se crio en Hamilton, Ontario, Canadá. Cuando era niño, sus pinturas se exhibieron en la Galería de Arte de Hamilton. Estudió en el Instituto Sir John A. Macdonald de Hamilton (Ontario) y se matriculó en el Programa Especial de Arte. Trabajó en el McMaster University Film Board, sobre todo en la producción de un cortometraje de animación titulado "The Finger".

## Filmografía

### Películas
| Año  | Película                                     | notas |
| ---- | -------------------------------------------- | --- |
| 1985 | El INXS: Swing y otras historias             | |
| 1988 | Fantasmas... de los Muertos Civiles          | Premio del Instituto de Cine Australiano al mejor logro en diseño de producción                                                                 |
| 1996 | Tener y sostener                             | Nominado por el Australian Film Institute a mejor logro en sonido y mejor logro en diseño de producción                                         |
| 2001 | Vídeos duros digitales                       | Documental |
| 2005 | Propuesta de muerte                          | Premio del Australian Film Institute a la mejor fotografía, mejor diseño de vestuario, mejor banda sonora original y mejor diseño de producción |
| 2009 | La carretera                                 | |
| 2010 | Red Dead Redemption: El hombre de Blackwater | Cortometraje machinima para promocionar el videojuego Red Dead Redemption                                                                       |
| 2012 | Lawless                                      | |
| 2016 | Triple 9                                     | |
| 2018 | Corazón                                      | Cortometraje |
| 2021 | Bob Dylan: Probabilidades y finales          | Documental (codirigido con Jennifer Lebeau) |

### Premios y nominaciones

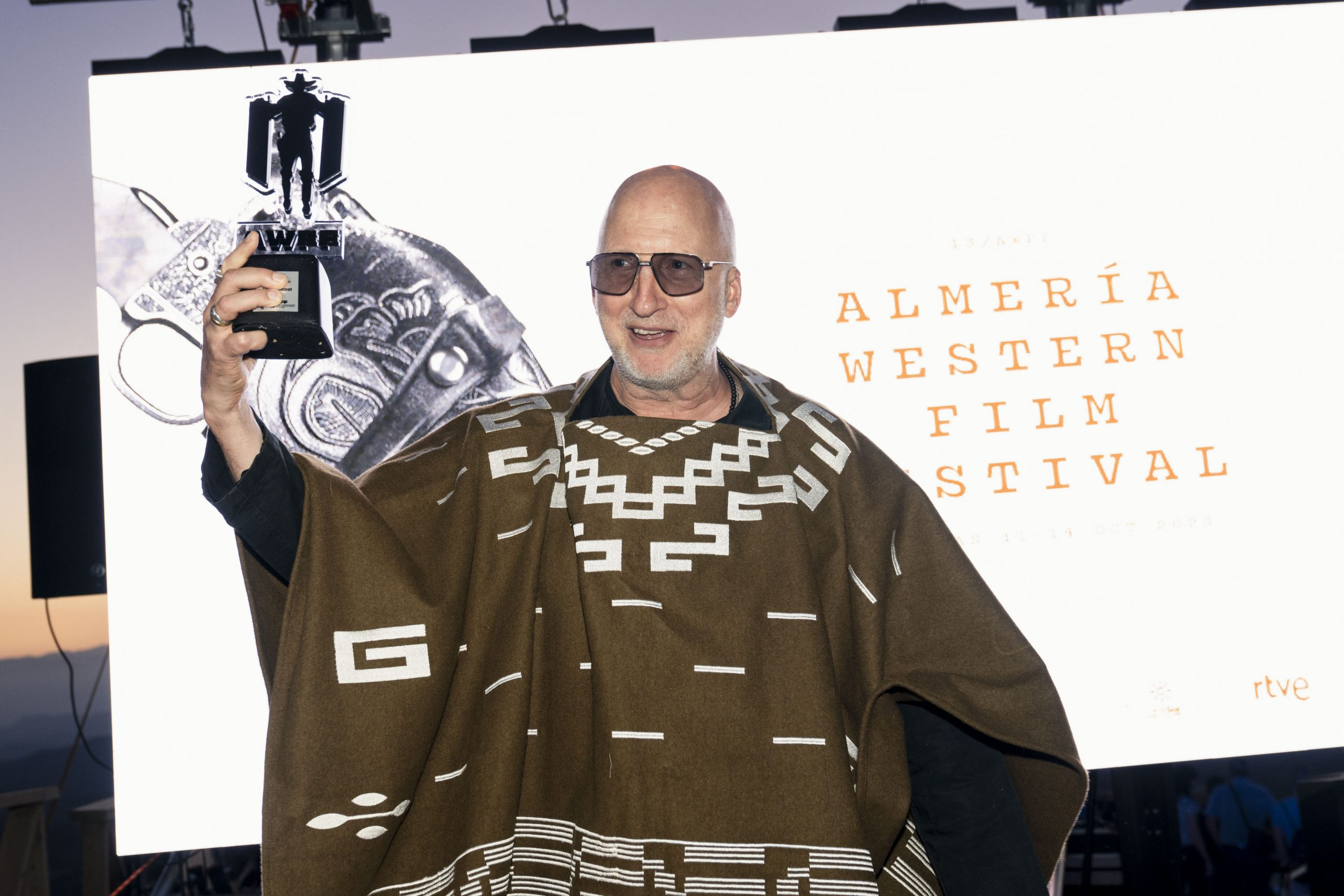
John Hillcoat con el galardón Spirit of the West

| Year | Award                             | Category                            | Title                                             | Result   |
| ---- | --------------------------------- | ----------------------------------- | ------------------------------------------------- | -------- |
| 1989 | Australian Film Institute         | Best Original Screenplay            | Ghosts... of the Civil Dead                       | Nominado |
| 1992 | ARIA Music Awards                 | Premio Aria para el mejor videoclip | "Chocolate Cake" by Crowded House                 | Ganador  |
| 1996 | ARIA Music Awards                 | Premio Aria para el mejor videoclip | "Sit on My Hands" by Frente! (with Polly Borland) | Nominado |
| 1996 | Verona Love Screens Film Festival | Mejor película                      | To Have & to Hold                                 | Nominado |
| 2005 | Australian Film Institute         | Mejor director                      | The Proposition (propuesta de muerte)             | Nominado |
| 2005 | Film Critics Circle of Australia  | Mejor director                      | The Proposition (propuesta de muerte)             | Nominado |
| 2005 | Inside Film Awards                | Mejor largometraje                  | The Proposition (propuesta de muerte)             | Ganador  |
| 2005 | Inside Film Awards                | Mejor director                      | The Proposition (propuesta de muerte)             | Nominado |
| 2009 | Venice Film Festival              | Leon de Oro                         | The Road (La Carretera)                           | Nominado |
| 2012 | Cannes Film Festival              | Palma de Oro                        | Lawless                                           | Nominado |
| 2013 | ARIA Music Awards                 | ARIA Award for Best Video           | "Jubilee Street" by Nick Cave and the Bad Seeds   | Nominado |

En 2023 recibe ,en Tabernas, el Premio Spirit of the West en el Almería Western Film Festival (AWFF), un galardón que destaca la labor de profesionales del cine que han contribuido a preservar y revitalizar el género western en las últimas décadas.